# 阿納希特·齊齊基安
阿納希特·齊齊基安（俄语：Анаит Михайловна Цицикян，1926年8月26日—1999年5月2日），是一位亚美尼亚小提琴演奏家。在苏联时期，她走访了超过100个国家，在爱理文国家音乐学院任教超过40年，发表超过300篇文章和电台电视作品。同时，她还是一位科学家，创建了亚美尼亚艺术表演的分支，并且在过去的20年里，潜心研究古代音乐史。最终成为了新一代亚美尼亚音乐考古学的奠基人。

## 生平
阿納希特·齊齊基安于1926年8月26日出生在蘇聯列宁格勒（现圣彼得堡）的一个工程师与医生家庭。她六岁开始学习小提琴，先后师从于音乐家金斯伯格和格雷戈里列夫教授。在第二次世界大战开始时，她离开了列宁格勒去了亚美尼亚。虽然离开列宁格勒时她只有十五岁，但是这座城市在她的艺术和个人生命中留下了深刻的印记。对待历史遗产，她有着很高的品味和认真诚恳的态度；对待朋友、同事、学生，她总是温和有礼。
1946年到1950年，她作为卡普教授的学生在埃里温国家音乐学院学习，并被授予了斯大林奖学金。1954年，她完成了莫斯科国立音乐学院的研究生课程（指導教授是Mostras）。
她在小学时代就开始进行专业的独奏和交响乐团表演。从1961年开始,她就是亚美尼亚交响乐学院的校长，在前苏联以及其它27个国家进行演奏。作为一名专业的小提琴家，她一生共创造了4张专辑。阿納希特·齊齊基安女士在现代亚美尼亚作曲家中有着举足轻重的地位，她经常作为协作者，改编者，以及第一演奏者。在20世纪50年代，她作为埃里温国家音乐学院的教授时，创造了三门全新的课程，分别是，铉乐器的历史和原理，亚美尼亚的演奏史以及音乐演奏实践课程。
在她还依然就读于音乐学院的时候，齊齊基安就开始了对音乐的科研。她的研究着重于乐器学以及琴弓的艺术，同时还在亚美尼亚开创了音乐考古学。齊齊基安女士会说五种语言，以英语、西班牙语和法语为学生授课。她多次参加国际科学会议 ，在亚美尼亚和海外也发表过多篇著作。阿納希特·齊齊基安教授在她的艺术生涯中举行过超过1000场的独奏会，录制过60首音乐曲目，并且为多个广播电视节目撰写过超过300篇文章和剧目。她拥有多个当地和国际组织的会员身份，例如：亚美尼亚作曲家协会，苏联作曲家协会，亚美尼亚戏剧协会，记者联合会，苏联妇女委员会，亚美尼亚国际文化交流协会，苏联科学院“世界文化史”协会，等等。
阿納希特·齊齊基安在1967年成为了亚美尼亚人民艺术家，在1970年取得了音乐科学博士学位，并且在1982年取得了教授职位。她于1999年5月2日逝世于亚美尼亚首都埃里温。

## 引用
1. ↑  .   [2015-02-26]. （原始内容存档于2015-01-27）.
2. ↑  .   [2011-01-25]. （原始内容存档于2016-12-14）.
3. ↑  https://web.archive.org/web/20110716155353/http://www.kultura-portal.ru/tree_new/cultpaper/article.jsp?number=580&crubric_id=1000178&rubric_id=207&pub_id=650932